# Миколаївська церква (Полошки)
Микола́ївська це́рква — православний храм в с Полошки на Сумщині, що належить до УПЦ МП.

## Історія
Побудована 1796 року за кошти уродженця Полошок митрополита Самуїла Миславського за типовим проектом в стилі пізнього класицизму. Храм був тринавним і однокупольний з вівтарем, виділеним напівкруглою апсидою на східному фасаді. Разом з церквою було збудовано трирівневу дзвіницю з великим куполом.
Ікона святителя Миколая, з давніх часів власність Полошківського храму, є об'єктом особливого благоговіння. Ікона в висоту 1 ½ арш. і в ширину 15 верш та покрита срібною ризою.
В наслідом пожежі 1857 року згорів будинок священика. Сильний вітер ніс полум'я на церкву, але споруда залишилася ціла. В дзвіниці сходи і помости згоріли, а мотузки, на яких висять дзвони, залишилися цілими. Збереження храму від настільки сильної небезпеки всі очевидці визнали чудом святого Миколи.
В ХХ сторіччі оригінальна дзвіниця була частково зруйнована та відновлена силами громади. Стилістику куполу було змінено.
Батько засновника СамуЇла Милославсько священник Григорій та його мати поховані на території церкви.

## Опис
В плані церква має вигляд хреста і розділена на три частини: бабинець, середину і вівтар. Вівтарна частина відділена іконами-перегородкою. Особливої просторової глибини інтер'єру храму надає розпис купола, де зображений Бог-Отець. Світло, що ллється з восьми вікон барабану, створює ілюзію сяйва.